# Students for Liberty
Students For Liberty (SFL) è un'organizzazione no-profit internazionale libertariana il cui scopo statutario è quello di "educare, sviluppare e responsabilizzare la prossima generazione di leader della libertà". Formata dopo un meeting dove studenti si scambiavano idee sulla propria esperienza nelle organizzazioni studentesche liberali, SFL si è velocemente espansa con il lancio di nuovi progetti ed un network di gruppi di studenti affiliati. Gene Healy del Cato Institute include l'organizzazione tra il movimento per la limitazione del governo.
L'associazione organizza annualmente una conferenza internazionale, e diverse conferenze locali. Dichiara di essere presente in oltre 100 Stati L'espansione di SFL è incoraggiata e supportata dagli studenti che fanno parte del "Campus Coordinator program", il programma dell'organizzazione volto ad avere un rappresentante in ogni campus.
SFL cerca di migliorare la conoscenza dei vantaggi della libertà e della società civile con programmi che si focalizzano su eventi sui diritti degli studenti, conferenze, pubblicazioni, una rivista accademica per articoli di studenti, ed un network di alunni.

## Storia
Alcuni studenti che partecivano insieme al Koch Summer Fellowship presso l'Institute for Humane Studies si incontrarono il 24 luglio 2007 per discutere dei successi e delle sfide affrontate dalle organizzazioni di studenti di stampo liberale e libertario. Nel 2008, Alexander McCobin e Sloane Frost decisero di organizzare una conferenza per 40 studenti coinvolti in organizzazioni studentesche liberali. Man mano altri studenti contattarono gli organizzatori, e si aggiunsero a quelli la cui partecipazione era prevista. La prima conferenza di Students for Liberty fu tenuta alla Columbia University dal 22 al 24 febbraio 2008, e vi parteciparono 100 studenti. La percezione del notevole successo della conferenza incoraggiò gli organizzatori a fondare Students For Liberty, per fornire supporto ai gruppi studenteschi.
Nel 2017, SFL si è rifiutata di far parlare a una sua conferenza il non invitato attivista di estrema destra Richard Spencer, attirando l'attenzione dei mass media. In seguito agli episodi di Charlottesville, il CEO di SFL ha condannato sia l'estremismo di destra che quello di sinistra.
Internazionalmente, Students For Liberty è stata citata e/o intervistata da riviste come Le Figaro, Die Welt, The Guardian, Le Soir ed Huffington Post Canada.

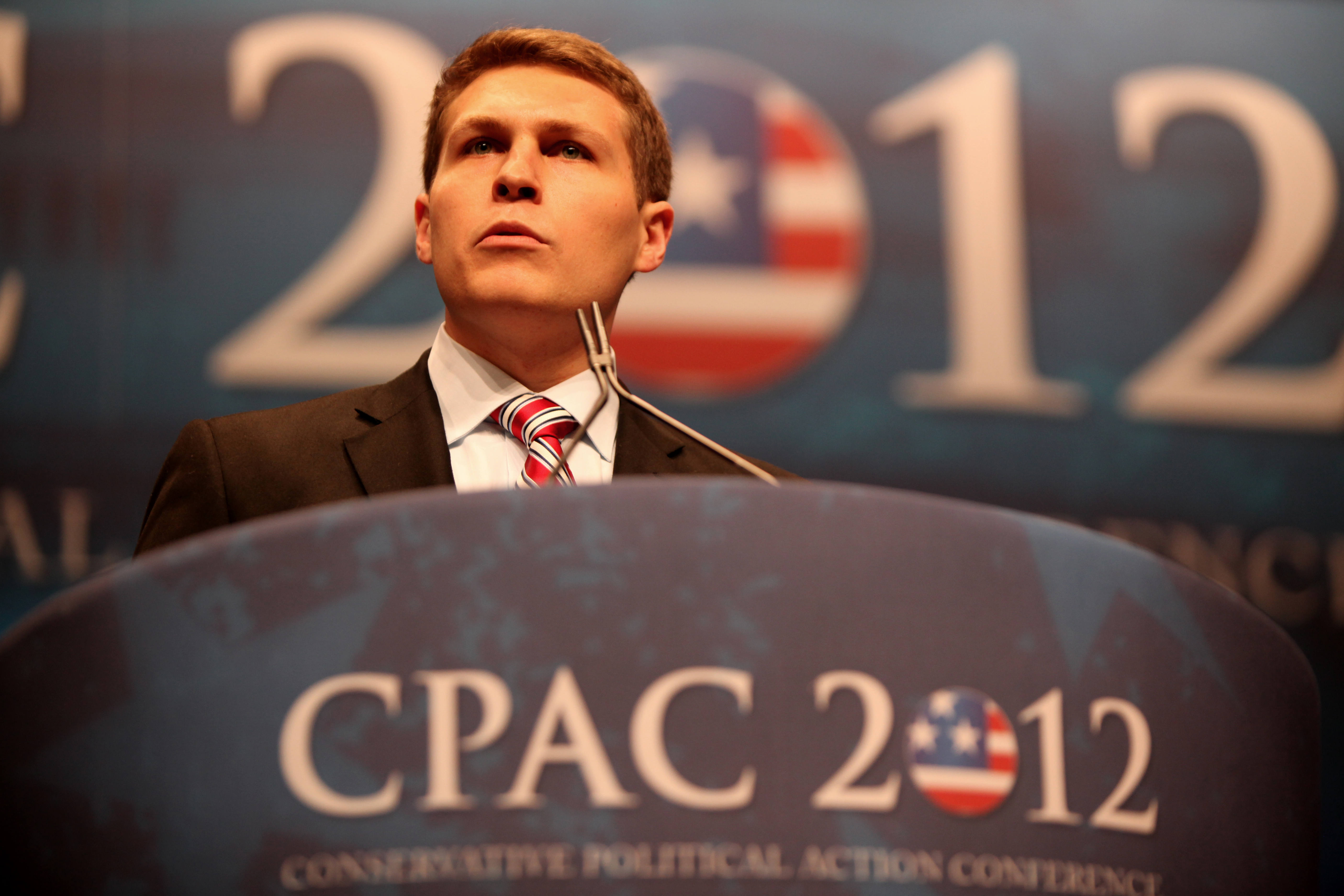
Alexander McCobin parla al CPAC in Washington

## Progetti

### Conferenze
SFL organizza ogni anno una conferenza internazionale. La prima portò 100 studenti da 42 diverse scuole site in tre diversi stati a New York City. La seconda portò 153 studenti da 13 stati alla George Washington University. La terza ebbe luogo tra il 13 ed il 14 febbraio alla American University a Washington, DC e vide più di 300 studenti partecipanti. La quarta conferenza internazionale annuale, seguita da ReasonTV, vide il ritorno alla George Washington University dal 18 al 20 febbraio 2011, questa volta con 500 studenti partecipanti. Questa conferenza internazionale comprese anche la registrazione di una puntata di Stossel, che andò in onda il 31 marzo, nella quale John Stossel ed il vice presidente del Cato Institute David Boaz parlarono agli studenti di alcune teorie liberali.

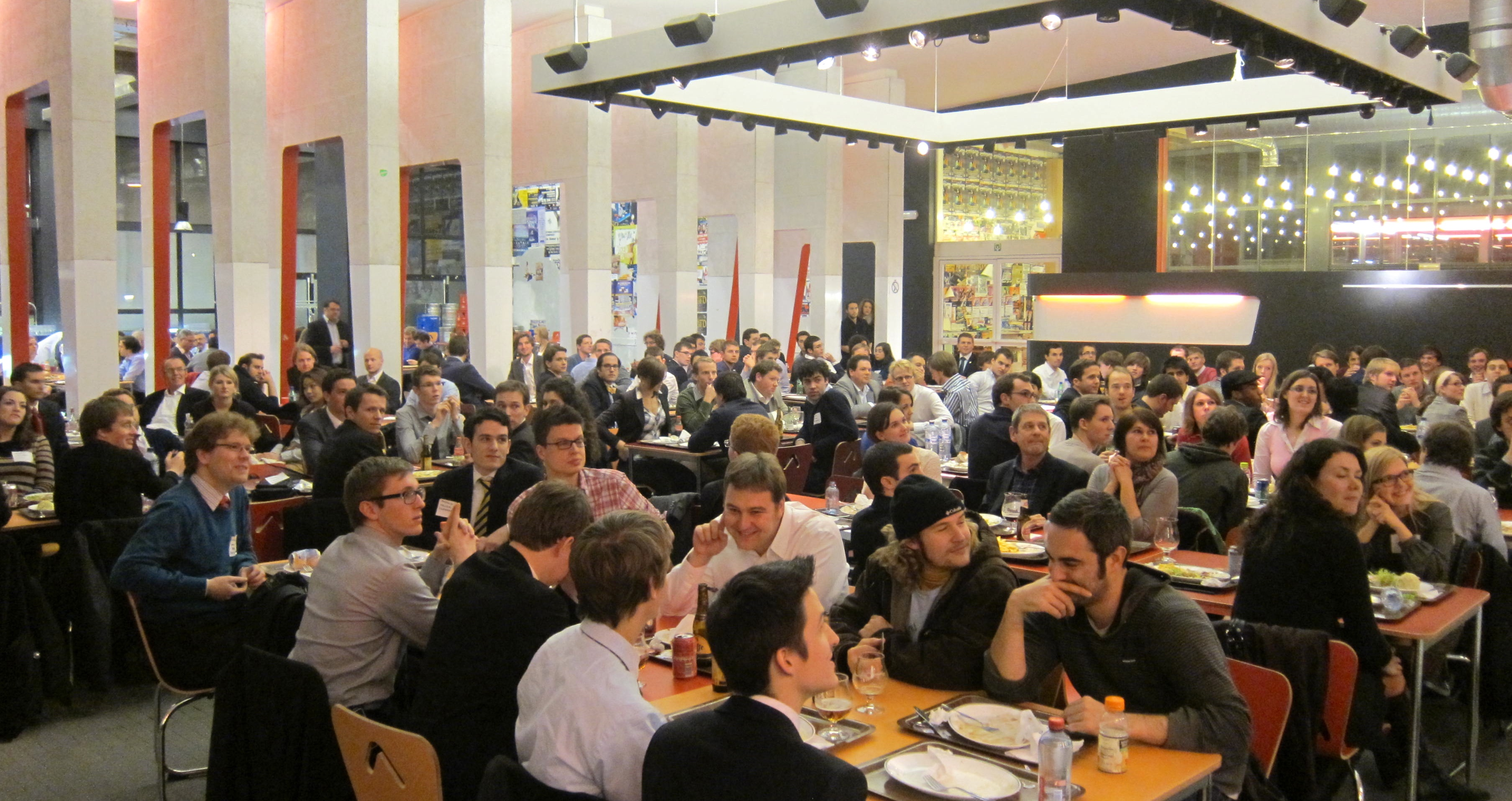
Partecipanti alla prima conferenza di European Students Liberty European alla Katholieke Universiteit Leuven

Durante il semestre autunnale, SFL tiene diverse conferenze locali in campus in tutti gli USA. Nel 2008, SFL ha tenuto tre conferenze locali alla University of Pennsylvania, Harvard University, ed alla University of Michigan. Nel 2009, SFL ha tenuto sette conferenze locali. Sono state organizzate da gruppi di studenti liberali alla Drexel University, Harvard University, Arizona State University, University of Texas at Austin, Wake Forest University, University of Chicago, ed alla Columbia University. Nel 2010, SFL ha tenuto nove conferenze logali nelle stesse università (eccetto che per la Wake Forest), aggiungendo tre conferenze locali alla Pepperdine University, Kennesaw State University ed alla University of California at Berkeley. Dal 18 al 20 novembre 2011, SFL ha organizzato la prima conferenza europea alla Katholieke Universiteit Leuven a Lovanio, Belgio con oltre 200 studenti da 25 diverse nazioni. Nel 2017 le conferenze di SFL vennero in totale frequentate da 19.800 studenti.

### Free Books Project
SFL, in associazione con la Foundation for Economic Education, fornisce a gruppi di studenti liberali dei libri gratis. I libri in passato hanno compreso lavori di Frédéric Bastiat, Henry Hazlitt, e Ludwig von Mises.

### Journal of Liberty and Society
SFL pubblica una rivista accademica, con revisione paritaria, a cadenza annuale. The Prometheus Institute sponsorizza premi per il miglior articolo e due menzioni d'onore basate sulla chiarezza di pensiero, originalità, abilità intellettuale e connessione tra la libertà ed importanti questioni sociali o teoriche. Inoltre propone a tutti i vincitori di un premio di frequentare lo staff del Prometheus Institute per un semestre.

### Settimana dei diritti degli studenti

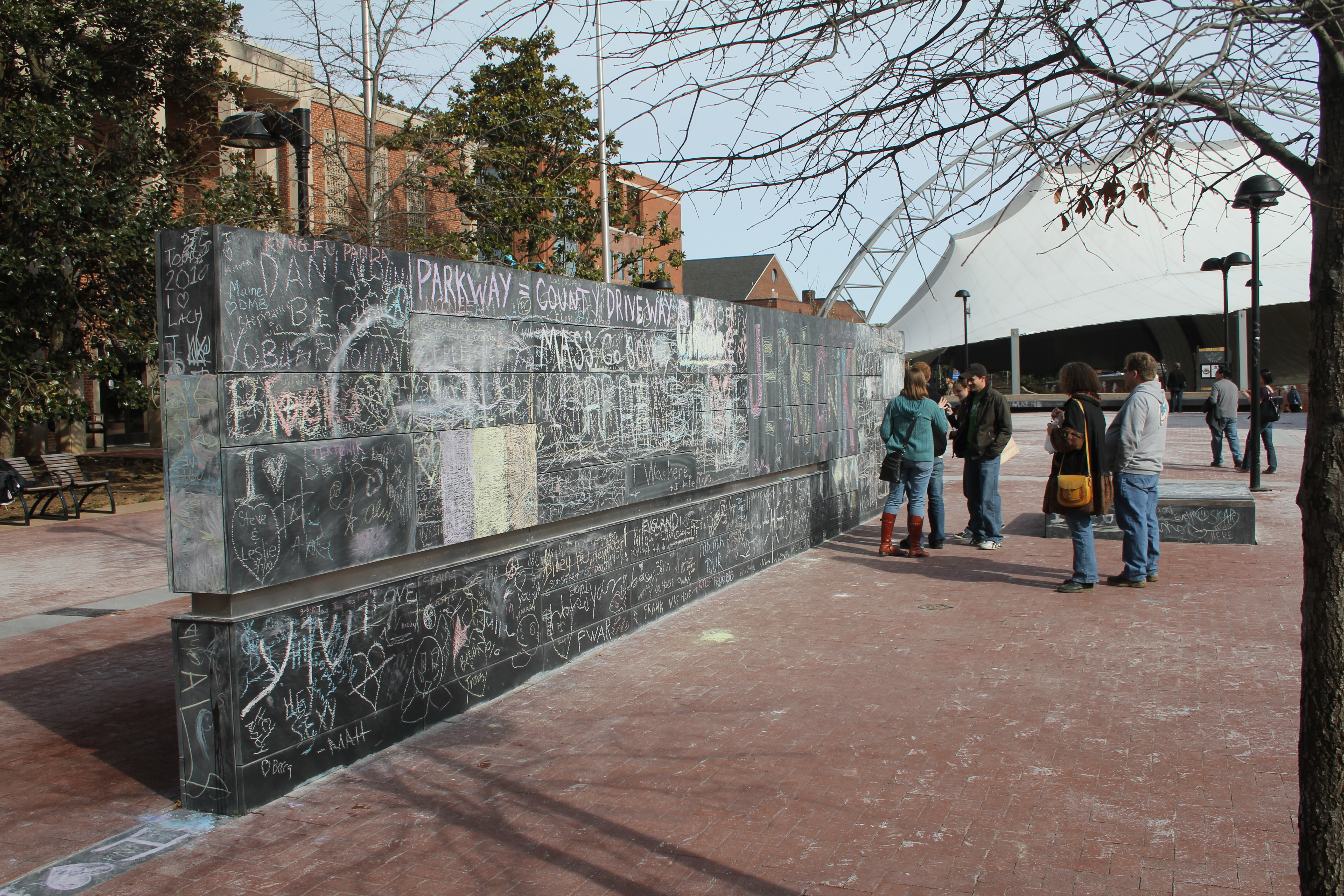
Il muro permanente della libertà di espressione, a Charlottesville, VA

Per aiutare gruppi di studenti a diffondere "principi di libertà civili", SFL distribuisce la Costituzione statunitense edita dal Cato, copie della Guide to Free Speech on Campus della FIRE, e i film 10 Rules for Dealing with Police, Busted: The Citizen's Guide to Surviving Police Encounters ed Indoctrinate U. Un'altra iniziativa consiste nei "muri della libera espressione", in cui i membri della comunità vengono incoraggiati a scrivere le proprie opinioni che rimangono esposte al pubblico per qualche giorno.

### E-Leadership Series
SFL organizza seminari che sono trasmessi tramite conferenze in streaming. Tenuti settimanalmente durante l'anno accademico dal 2009, gli argomenti tendono a concentrarsi su consigli di carriera, economia, storia, legge, leadership, filosofia, politiche pubbliche, parlare in pubblico e statistica. Alcuni dei relatori sono stati Jeffrey Miron della Harvard University, Bob Ewing dell'Institute for Justice, John Hasnas della Georgetown University, Lawrence Reed della Foundation for Economic Education, Jim Lark della University of Virginia, Radley Balko dell'Huffington Post, David Friedman della Santa Clara University, attivisti LGBTQ come Zach Wahls, Tyler Cowen, Bryan Caplan, Peter Boettke e Chris Coyne della George Mason University.

### Campus Coordinator Program
I Campus Coordinators lavorano con i leader di gruppi studenteschi del campusi di una data area per formare e supportare gli stessi gruppi, oltre che valutare l'efficienza e l'efficacia dei programmi. Il programma è stato inaugurato nell'anno accademico 2010–2011. La formazione è fornita dallo staff e da membri del comitato esecutivo. La classe 2011–2012 dei Campus Coordinator era formata da 60 studenti da Stati Uniti, Canada e Venezuela.

### Alumni For Liberty
Alumni For Liberty è un network di professionisti interessati a supportare studenti ed organizzazioni studentesche dedicate alla diffusione del liberalismo. Il programma è aperto a tutti gli adulti interessati a supportare il movimento studentesco, che siano stati o meno membri di una delle realtà associative aderenti al network di Students for Liberty. Alumni for Liberty permette di rimanere coinvolti nel movimento studentesco, con la possibilità di dare un aiuto sia economico che non a SFL, ad esempio partecipando ad eventi dedicati al networking, organizzando corsi di formazione per i membri di SFL o entrando in contatto con i gruppi di studenti per fare da mentore alle nuove generazioni di leader.

## Struttura organizzativa
SFL è una associazione non-profit di tipo 501(c)(3) che supporta gruppi di studenti che promuovono il liberalismo. SFL è portata avanti da cinque professionisti full-time ed ha sede a Washington, DC. Organi dell'associazione sono il direttore esecutivo, il comitato direttivo ed il comitato esecutivo (completamente composti da studenti). Alexander McCobin è l'attuale direttore esecutivo. McCobin, laureato alla University of Pennsylvania, è uno studente alla Georgetown University's, presso il Dipartimento di Filosofia.
Un noto membro di SFL è il CEO di Whole Foods Market John Mackey.

### Europa
Nel 2011, SFL ha creato un comitato per portare i propri programmi in Europa. Dal 18 al 20 novembre 2011, SFL ha tenuto la prima conferenza europea alla Katholieke Universiteit Leuven a Lovanio, in Belgio. Nella stessa sede, si è svolta una seconda conferenza tra l'8 ed il 10 marzo 2013.
La branca europea dell'associazione, European Students for Liberty (ESFL), organizza a cadenza annuale una conferenza (LibertyCon), la quale riunisce tutti i gruppi locali europei (generalmente in una località centro-europea).
L'edizione 2019 del LibertyCon, svolta a Belgrado, ha visto oltre 1.200 partecipanti. Nel febbraio 2009 nasce l'organizzazione studentesca italiana Students for Liberty Italia (SFLI).

### Africa
In Africa, Students for Liberty ha tenuto conferenze da 2013. Nel 2019, ha tenuto conferenze regionali in Kenya, Nigeria e Burundi.

### Asia
In Asia, Students for Liberty è presente nel sud dell'Asia e nell'area Asia-Pacifico, comprendente anche Australia e Nuova Zelanda.

### Sudamerica
In Brasile, Students for Liberty ha 1.037 coordinatori locali.